# Anne Evans
Pour les articles homonymes, voir Evans.
Anne Elizabeth Jane Evans (née à Londres le 20 août 1941) est une soprano d'opéra britannique.

## Carrière
D'origine galloise, Anne Evans étudie au Royal College of Music de Londres, et au Conservatoire de Genève, en Suisse. C'est à Genève qu'elle commence sa carrière en 1967, dans de petits rôles. Elle retourne un an plus tard à Londres, au Sadler's Wells Opera, qui devient plus tard le English National Opera, où elle interprète Tosca dans le rôle-titre, et Mimi dans La Bohème. Puis elle interprète le rôle de la Maréchale, dans Le Chevalier à la rose, et celui de Sieglinde dans Die Walküre.
Au Sadler's Wells Opera, elle travaille avec Charles Mackerras, et peut y développer son talent, dans ce contexte où l'on prend tout le temps nécessaire pour étudier de nouveaux rôles, avec « une énorme attention apportée aux mots ».
En 1979, elle accepte une invitation du Welsh National Opera à Cardiff où elle chante le rôle de Senta, dans Der Fliegende Holländer. Elle interprète ensuite Chrysothemis, dans Elektra, où elle rencontre pour la première fois Harry Kupfer, un metteur en scène connu pour l'audace de ses mises en scène, et avec qui elle joue ensuite Fidelio, dans le rôle de Leonore, de nouveau à Cardiff.
Enfin, au début des années 1980, elle se voit proposer, toujours par le Welsh Nationa Opera ce qui est sans doute le rôle majeur de sa carrière, celui de Brünnhilde dans le Ring de Richard Wagner, qu'elle interprète de nouveau à Covent Garden en 1986, où son incarnation pleine d'un « puissante émotion » est saluée par la critique. Elle chante ensuite ce même rôle en 1989, dans la production d'Harry Kupfer au festival de Bayreuth, sous la direction de Daniel Barenboim. En 1993, elle interprète le rôle d'Isolde dans Tristan und Isolde, au Welsh National Opera.
Elle se retire de la scène en 2003.

## Filmographie
- Die Walküre, de Richard Wagner, dans le rôle de Brünnhilde. Mise en scène de Harry Kupfer, sous la direction de Daniel Barenboim.
- Siegfried, de Richard Wagner, dans le rôle de Brünnhilde. Mise en scène de Harry Kupfer, sous la direction de Daniel Barenboim.
- Götterdämmerung, de Richard Wagner, dans le rôle de Brünnhilde. Mise en scène de Harry Kupfer, sous la direction de Daniel Barenboim.